# Sierpowo (Czarne)
Sierpowo (deutsch Breitenfelde) ist eine Ortschaft in der Stadt-und-Land-Gemeinde Czarne, Powiat Człuchowski, Woiwodschaft Pommern in Polen.

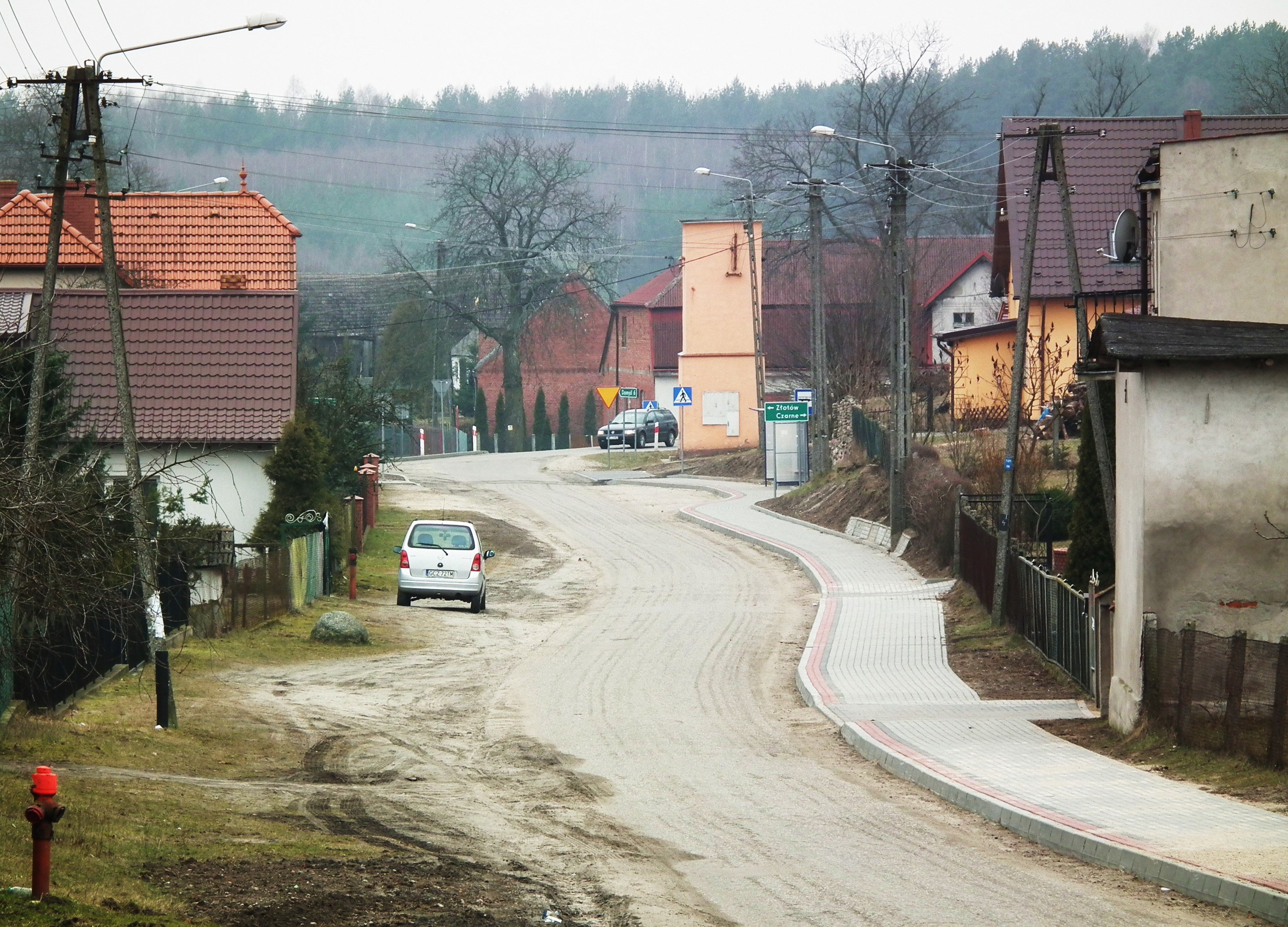
Sierpowo im März 2016

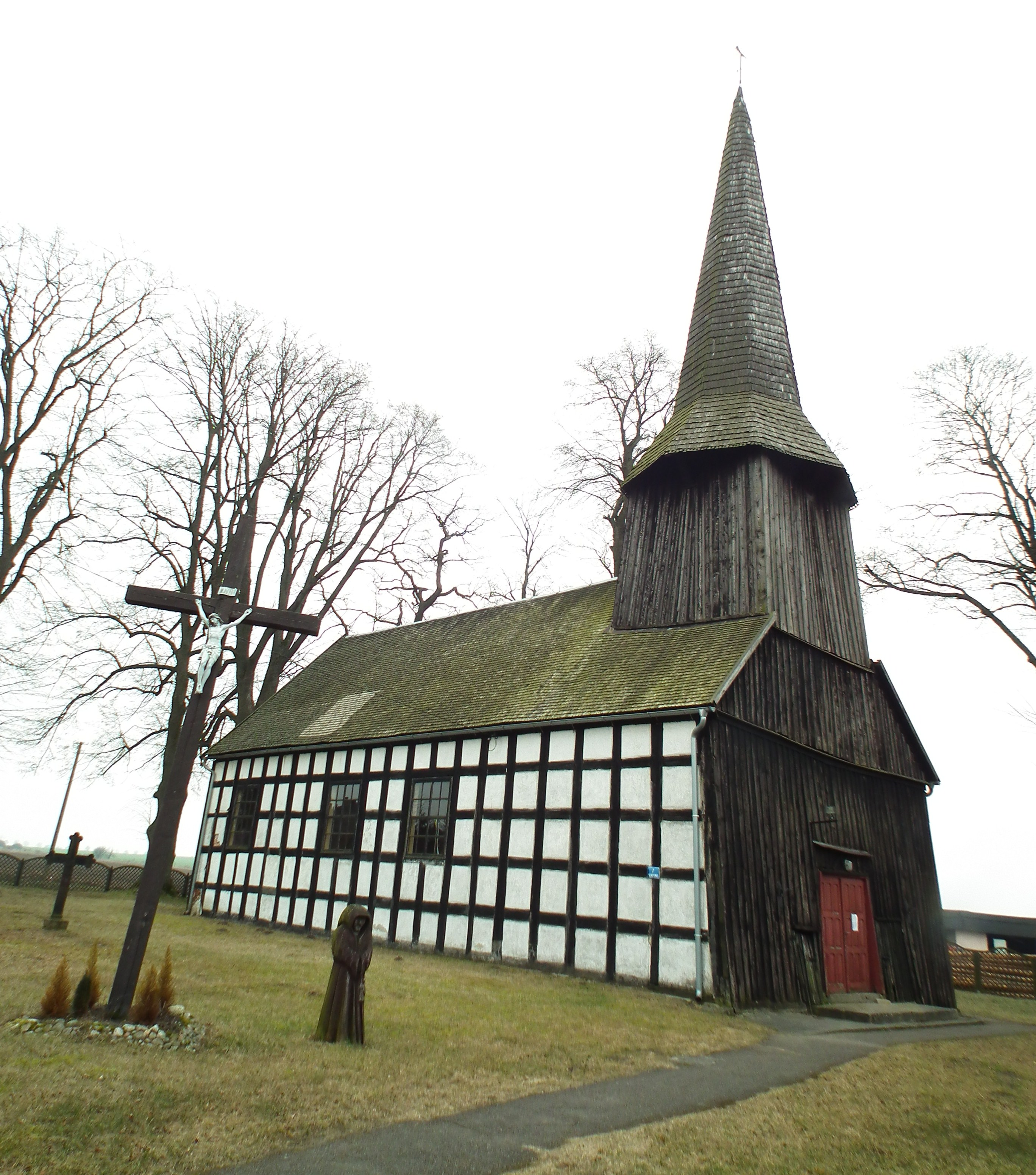
Dorfkirche im März 2016

## Geographie
Sierpowo liegt an der Landstraße Czarne (Hammerstein) – Krzemieniewo (Krummensee) – Buschkrug. Die Entfernung zur nächsten Stadt Czarne beträgt sechs Kilometer und zum Dorf Lędyczek (Landeck) 14,5 km, zum Abbau Landeck I sind es 1,5 km.

## Geschichte
Im Jahr 1350 ist Breitenfelde urkundlich erwähnt. Der Ortsname ist deutscher Herkunft. Zur Zeit der ersten polnischen Besetzung nach 1466 blieb der Name erhalten, wenn auch zeitweise in Nebenformen wie Brdawelth. Ab 1653 sprach man auch von Bretenfeld. Als Flurnamen gab es den Dreianger – dieser wurde um 1850 auf 12 Bauern aufgeteilt. Der Remmen war Wiesengrund und teilweise Moorwiese zwischen Küddow und der Hochfläche. Dieser wird schon 1445 genannt und ist bis zum Ende des Krieges 1945 unter deutscher Verwaltung zum Forst Landeck gehörig gewesen.
Die Einwohner Breitenfeldes waren fast ausnahmslos evangelisch (1925: 96 % der Einwohner). Die Kirche, ein alter Fachwerkbau mit dunklem Holzturm, stammt noch aus dem Jahre 1668. Schon dreihundert Jahre zuvor, 1350, wird ein Pfarrer in Breitenfelde erwähnt. 1410 gehörte die Pfarrei zu Hammerstein, Landkreis Schlochau.
1511 wird der Ort schon im Visitationsbericht des Erzbischofs von Gnesen genannt.
Schon Mitte des 17. Jahrhunderts, unmittelbar nach der Reformation, war das Gotteshaus schon evangelisch geworden.
Aus der Zeit um 1670 sind auch die ersten protestantischen Geistlichen namentlich bekannt.
Bis 1790 gehörte sogar die nahegelegene Stadt Landeck zum Kirchspiel von Breitenfelde. Bis 1828 als Filialkirche und dann wurde der Pfarrsitz nach dort verlegt.
1930 kam das Gotteshaus als Tochterkirche zum neu gebildeten Pfarrbezirk von Domslaff. Die Katholiken (1925 betrug der Anteil derer 4 %) waren nach Heinrichswalde eingepfarrt.
Die Schule von Breitenfelde ist schon um 1770 entstanden. Sie wurde zuerst von Küstern und Handwerkern versehen, erst 1824 amtierte der erste ausgebildete Lehrer (Orthmann) im Dorf.
1893 ersetzte man das alte, zu eng und längst baufällige Schulhaus durch ein neues. 1922 folgte die Einrichtung einer dritten Klasse und einer zweiten Lehrerstelle. Oft waren auch Referendare und junge Lehrer dort tätig.
Bis zum Ende des Dritten Reiches 1945 war Kurt Neumann Rektor der Schule.
Sierpowo hat heute kein Schulhaus mehr, die Schüler werden mit dem Bus nach Czarne gebracht.
Breitenfelde weist Urnenfunde auf, in der Feldmark fanden sich in der Vergangenheit einige historisch und archäologisch bedeutsame Funde.
Im 15. Jahrhundert wurde das Dorf stark durch diverse Kriege und Raubzüge verwüstet. 1433 zerstörten die Hussiten den Ort völlig, sodass es einige Jahre wüst dalag.
Um 1570, zwischenzeitlich wieder von den Polen erobert, gab es eine erneute Besiedelung im Zuge des Wiederaufbaus.
Die Familie derer von Born siedelten sich im Ort an und hatten nach 1600 gleich drei Güter. Zwischenzeitlich verfiel der Besitz und ging in andere Hände über. Immer wieder gab es neue Besitzer und es siedelten sich einige Bauern an.
1816 hatte das Dorf schon 18 Bauern mit 2317 Morgen Wirtschaftsfläche. 1856 waren es dann 19 Bauern und 7 Kleinbesitzer. Nach der Regulierung der Besitzverhältnisse ging alles dann in eine Schulzengutsgemeinschaft über.
Im Laufe der Zeit wurde das Gut Breitenfelde immer wieder verkleinert und Teile des Grund und Bodens wurde an Bauern im Dorf oder Neusiedler verkauft. 1928 erfolgte die Zusammenlegung von Dorf und Gut Breitenfelde sowie der benachbarten Eggebrechtsmühle zu einer Landgemeinde. Letzter Besitzer des Guts, das mitten in der Feldmark lag, war Christoph Steffen. Dieser führte auch am 27. Januar 1945 den Treck der Familien aus Breitenfelde und Landeck I an, der vor der nahenden Front der Roten Armee gen Westdeutschland flüchtete.
Der letzte Bürgermeister zu deutscher Zeit war seit 1927 der ortsansässige Landwirt Friedrich Panknin.
Im Dorf gab es eine Schmiede (Meister Johann Sonnenberg) und eine Poststelle (Grusewski) sowie das Gasthaus Janke (letzter Besitzer Karl Janke). Breitenfelde ist ein Straßendorf im Südwesten des Schlochauer Landes, dass 1939 346 Einwohner hatte.
Die überwiegende Bevölkerung war in der Land- und Forstwirtschaft tätig, meist mit eigenem Besitz.
Somit machte auch die hauptsächliche Fläche Felder und Wälder aus, größtenteils befand sich dort Ackerland.
Hier wurden vor allem Kartoffeln, Roggen, Gerste, Hafer und Weizen angebaut.
Von 1818 bis 1945 gehörte Breitenfelde zum Kreis Schlochau und mit dem Kreis zunächst zur Provinz Westpreußen, ab 1919 zur Grenzmark Posen-Westpreußen und mit deren Auflösung 1938 zur Provinz Pommern.
Seit 1945 heißt Breitenfelde Sierpowo und gehört zu Polen. Von 1954 bis 1973 war Sierpowo Sitz einer Gromada, die aufgelöst wurde.